# Arres
Arres település Spanyolországban, Lleida tartományban. Arres Bossòst, Vilamòs, Es Bòrdes és Bagnères-de-Luchon községekkel határos. Lakosainak száma 64 fő (2024).

## Népesség
A település lakosságának változását az alábbi diagram mutatja:
| Lakosok száma | 113  | 101  | 126  | 117  | 49   | 67   | 63   | 73   | 65   | 64   |
|               | 1787 | 1900 | 1940 | 1960 | 1986 | 2005 | 2010 | 2014 | 2019 | 2024 |